# グラマラス・ハンターズ
『グラマラス・ハンターズ』（原題：Hard Hunted）は、1992年のアクション・アドベンチャー映画。
監督と脚本はアンディ・シダリスが担当した。トリプルBシリーズの第7弾となる。
ドナ・スピアを筆頭に、ロバータ・ヴァスケスやシンシア・ブリムホール、ブルース・ペンホール、Geoffrey Mooreなどが出演する。

## 概要
武器商人のケインが中国から核兵器開発の要となるクライストロン中継器を盗み、中東の独裁者に売り渡そうと画策する。核兵器が拡散することを恐れたアメリカ政府だったが、ケインの組織に潜入していた諜報員のミカが装置を盗み出し、装置の受け渡しと保護を求めてくる。しかし、ドナたちと合流直前で、ミカは殺し屋に襲われ絶命してしまう。
その後、ドナとニコルは何が起きているのか確かめるために、ホノルルへと向かう。そして、エディたちと合流した2人は、取引を阻止し、世界的なパワーバランス崩壊の危機を救うために、ケインと戦うことになる。

## キャスト
ドナ・ハミルトン
演 - ドナ・スピア
ニコル・ジャスティン
演 - ロバータ・ヴァスケス
Bruce Christian
演 - Bruce Penhall
マーティン・ケイン
演 - Geoffrey Moore (as R.J. Moore)
裏社会で暗躍する武器商人。
ルーカス
演 - Tony Peck
エヴァたちの上司。
エディ・スターク
演 - シンシア・ブリムホール
ハワイのホテル・モロカイにあるエディズ・プレイス。
レイヴン
演 - アル・レオン
アリゾナを拠点とする殺し屋。武装した小型ヘリでターゲットを急襲する。
ピコ
演 - Rodrigo Obregón
シェーン・アビリーン
演 - Michael J. Shane
KsxyラジオのDJ
エヴァ
演 - エヴァ・カデル
スキップ
演 - Skip Ward
Wiley
演 - Chu Chu Malave
コヨーテ
演 - リチャード・カンシーノ
シルク
演 - Carolyn Liu
ケインの愛人。
コール
演 - Buzzy Kerbox
ミカ
演 - Mika Quintard
潜入諜報員。正体がばれ、殺害される。
ベッキー
演 - Becky Mullen
Ksxyラジオで働く女性。